# Sylvain et Sylvette
Sylvain et Sylvette est une série française de bande dessinée créée en 1941 par Maurice Cuvillier, mettant en scène un frère et une sœur vivant dans une chaumière en lisière de la forêt.
Elle est publiée dans le périodique Cœurs vaillants/Âmes vaillantes puis dans Fripounet de 1945 à 1986, éditée en albums par Fleurus, puis Le Lombard à partir de 1996 et Dargaud à partir de 2001.
À la mort de Maurice Cuvillier, en 1957, Fleurus Presse embauche plusieurs dessinateurs pour continuer la série : Pierre Chéry pour quatre albums, Michel Gellens pour quatre albums et Jean Dupin pour trois albums. Ce sont deux autres dessinateurs qui feront vivre Sylvain et Sylvette : Claude Dubois qui participe à l’élaboration d'une centaine de titres jusqu'en 1986 et Jean-Louis Pesch jusqu'en 2022.
Des scénarios sont écrits par Henriette Robitaillie pour Jean-Louis Pesch et Robert Génin pour Claude Dubois.
Depuis 1986, Jean-Louis Pesch anime seul la série. L'âge venant, il recherche de jeunes auteurs capable de prendre sa succession. Ainsi, Bélom écrit le scénario de plusieurs albums entre 2001 et 2020, Bérik écrit et dessine quelques albums entre 2001 et 2014 et Albaire dessine deux albums en 2018 et 2019.
Ne parvenant pas à trouver d'auteur capable de reprendre la série, Jean-Louis Pesch annonce en septembre 2022 que le tome 67 de l'actuelle série, La Belle Aventure, qu'il réalise seul, sera le dernier album de la série.
Les Éditions du Triomphe ont réédité en fac-similé les histoires créées par Maurice Cuvillier, tout d'abord les premiers albums de la série entre 1997 et 2002, puis des histoires parues en périodiques et inédites en albums entre 2002 et 2014.
Cette série est terminée.

## Les dessinateurs
Maurice Cuvillier a publié ses premières planches de Sylvain et Sylvette en 1941 dans un supplément du magazine Cœurs Vaillants. Le scénario et le dessin sont de Maurice Cuvillier, son épouse ayant suggéré les noms des deux enfants évoquant la forêt (sylva en latin). A cette époque, la France en guerre était occupée par les Allemands. Selon les propos de Jean-Louis Pesch, dessiner une série où des enfants habillés de vêtements bleu- blanc-rouge luttent contre des compères symbolisant les Allemands était une manière de résister.
Lorsqu'il est sollicité pour reprendre la série à la suite de Maurice Cuvillier, Jean-Louis Pesch est dessinateur publicitaire. Il ne connaît pas la série et ne souhaite pas abandonner ses commandes publicitaires mais sa lecture le replonge dans ses années d'enfance passées à Juvardeil, ce qui le convainc d'accepter l'offre qui lui est faite :

« Et puis un jour, on est venu me chercher pour que je reprenne la BD Sylvain et Sylvette. Je ne la connaissais pas. Je ne voulais pas la reprendre car je débordais de travail. Mais un curé a insisté pour qu’au moins je la lise. Dès que je me suis plongé dedans, je me suis revu à Juvardeil ! »

Jean-Louis Pesch reprend la série en terminant l'histoire laissée inachevée par Maurice Cuvillier, On a volé l’éléphant blanc, à partir de la page 23. Dans la préface de la réédition de l'album, Jean-Louis Pesch écrit qu'il a inventé la suite de l'histoire en tenant compte qu'en page 22, Maurice Cuvillier avait annoncé un voyage aux Indes. Il a ainsi créé cette histoire d'éléphant blanc, le titre et la couverture de l'album.
Plusieurs dessinateurs sont sollicités  par les éditions Fleurus pour continuer les séries de Sylvain et Sylvette.
Pierre Chéry  termine l'album Fleurette n°27 Panpan fait une fugue (commencé  par Maurice Cuvillier) et réalise  trois albums (Nouvelles Aventures 64 pages), Le Cirque en danger en 1957, Et tant pis pour Monsieur Arthur ! en 1958 et Le Locataire de l’arbre creux en 1961.
Jean Dupin, professeur de dessin et illustrateur  réalise un album (Nouvelles Aventures 64 pages), La Ferme endiablée en 1960 et deux albums Fleurette : le n°40 La course automobile en 1959 et le n°54 La Bonne Odeur de pain frais en 1962,.
Michel Gellens réalise quatre albums Fleurette, le n°29 Une attaque manquée, le n°30 Au secours de Mignonnet et le n°34 Qui s'y frotte s'y pique en 1958 et le n°55 La bonne soupe en en 1962.
Et finalement ce sont deux dessinateurs qui font vivre la série pendant des dizaines d'années :
Colibri ...pleins gaz ! paru en 1959 chez Fleurus, est la seule aventure dans un format classique dessinée par Claude Dubois. Il produit la même année, Il faut sauver Moustachu portant le n°37, qui est son premier album fleurette d'une longue série jusqu'en 1986. En 2006, il crée les éditions Bonnet bleu, dans le but de réunir en albums des épisodes de « Sylvain et Sylvette » publiés dans  le magazine Fripounet et demeurés inédits.
Jean-Louis Pesch, dessinateur infatigable depuis 1957, continue depuis lors la série, parfois aidé par son épouse Arlette Pesch pour les couleurs.
À son décès, en 1982, la veuve de Maurice Cuvillier lègue ses droits à une Association pour l’Aide aux Jeunes Infirmes, soutenant l’œuvre de Saint Jean de Dieu. Un contrat avec cette association permet à Jean-Louis Pesch d'être l’exploitant exclusif de l’œuvre de Maurice Cuvillier.
Les premiers albums de Maurice Cuvillier ont été réédités en fac-similé par les Éditions du Triomphe entre 1997 et 2020.
En 2015, les premiers romans de Sylvain et Sylvette voient le jour sous les plumes de Jean-Louis Pesch et Joce-Lyne. Ils sont publiés par les Éditions P'tit Louis.
L'âge venant, Jean-Louis Pesch recherche de jeunes auteurs capable de prendre sa succession. Ainsi, Bélom écrit le scénario de plusieurs albums entre 2001 et 2020, Bérik écrit et dessine quelques albums entre 2001 et 2014 et Albaire dessine deux albums en 2018 et 2019.
Après avoir vainement tenté de trouver un auteur pour lui succéder, dont il explique qu'aucun n’avait le même ressenti que lui pour les personnages, Jean-Louis Pesch annonce, en septembre 2022, à l'âge de 94 ans, que le tome 67 de l'actuelle série, La Belle Aventure, qu'il réalise seul, sera le dernier album de la série,.

## Synopsis

### L'intrigue
Ces récits pour la jeunesse relatent les aventures de Sylvain et Sylvette, deux enfants d’environ douze ans, frère et sœur. Ils habitent une chaumière isolée et sont entourés d'animaux domestiques. Ils mèneraient une vie paisible sans la présence des « Compères », une bande d'animaux sauvages composée d'un renard, d'un loup, d'un sanglier  et d'un ours qui tentent régulièrement de s'approprier leur chaumière et leurs biens.

### Genèse de la série
Sylvain et Sylvette décident d'aller dans les bois cueillir des champignons et de faire la surprise à leur Maman. Ils partent dans la forêt et s'égarent. À la tombée de la nuit, les deux héros dorment dans un arbre creux avant de trouver refuge dans une chaumière abandonnée.
Ils adoptent progressivement des animaux tandis que les compères les harcèlent.
Les 3 compères, dans une lettre de menace, annoncent leur intention de mettre le feu à la chaumière. Sylvain et Sylvette partent se réfugier dans la montagne (album Fleurette n°2 en route vers l'inconnu).
Sylvette fait des cauchemars à l'idée que les compères trouvent leur caverne. Ils décident de se mettre en route. Ils arrivent par hasard à leur maison natale, mais celle-ci est fermée. Une voisine leur apprend que leur mère, après avoir vainement parcouru la forêt, est partie sur l'île des cocotiers à la poursuite d'un voleur d'enfants. Nos héros rejoignent l'île sur un radeau (album Fleurette n°8 vers les pays de soleil).
Quelques albums et aventures plus tard, ils sont de retour. Ils reviennent à leur maison natale dans l'espoir que leur mère soit revenue. Ils trouvent porte close et décident de retourner dans leur chaumière au milieu de la forêt (album Fleurette n°15 Une traversée mouvementée).
Jean-Claude, à la recherche de ses amis, est surpris par la pluie et se réfugie par hasard dans la chaumière. Ce sont les retrouvailles avec nos héros. Sylvette interroge Jean-Claude sur les recherches de son père pour retrouver leur maman. Hélas, il n'a rien trouvé (album Fleurette n°18 Une victoire chèrement acquise).
Jean-Claude revient voir ses amis avec son auto verte. Il les informe que son papa n'a rien appris au sujet de leur maman (album Fleurette n°25 A la poursuite de l'auto verte).
Lors d'une excursion, nos deux héros décident de passer par leur maison natale en espérant retrouver leur maman. Ils rencontrent un voisin  qui les informe que leur mère est revenue de l'île des cocotiers, mais qu'elle est repartie. Elle a appris que deux enfants se trouvaient dans l'île au milieu du grand fleuve. Sylvain et Sylvette vont s'y rendre mais sans revoir leur maman (Les nouvelles aventures de Sylvain et Sylvette Et tant pis pour Monsieur Arthur !).
De nombreux albums plus tard, Jean-Louis Pesch ne souhaitant pas que les deux enfants lui survivent, il publie en 2022 « La Belle Aventure » : ultime épisode où Sylvain et Sylvette retrouvent leur maman qu’ils recherchent… depuis 1941 !

## Personnages

### Les enfants
Sylvain et Sylvette sont deux enfants qui vivent en autarcie dans une chaumière au cœur de la forêt. Ils sont chaussés de sabots et leur tenue vestimentaire est celle du monde agricole français de la fin du XIXe siècle et du début du XXe siècle : bonnet, chemise et pantalon de travail rapiécé pour Sylvain, bas en laine et jupe avec tablier pour Sylvette. Leur mode de vie rustique est agricole et forestier. Sylvain est plus âgé que Sylvette (« petite sœur »). Ils sont attentifs à protéger les animaux qui vivent avec eux de l'appétit incessant des compères.
Les personnages de Sylvain et Sylvette entrent en résonance avec le souvenir d'une amie d'enfance de Jean-Louis Pesch:

« Elle s’appelait Jeanine. Elle était en pension. C’était comme ma petite sœur. On se promenait souvent sur un âne ou sur un cheval. Quand je dessinais Sylvain et Sylvette, je nous voyais, Jeanine et moi. »

### Les animaux de Sylvain et Sylvette
Créés par Maurice Cuvillier
- Cui-Cui, l'oiseau, est le tout premier compagnon de Sylvain et Sylvette[13]. Guetteur et veilleur autour de la chaumière de Sylvain et Sylvette, il donne régulièrement l'alerte ;
- Poursuivie par Renard, la chèvre Barbichette est recueillie par les deux enfants peu après leur arrivée dans la chaumière[13]. Elle essaie régulièrement d'encorner le compère Renard qui en a une peur bleue ;
- Gris-Gris : Sylvain et Sylvette trouvent un âne mal-en-point. C'est Gris-Gris, qui lassé d'être battu et mal nourri par le meunier, s'est enfui. Nos héros l'adoptent immédiatement[15].  La force de Gris-Gris sauve Sylvain et Sylvette dans bien des situations ;
- Poulette, la poule apparait en picorant autour de la chaumière. Eprise de liberté, elle s'enfuit devant Sylvain. Mais pour échapper au renard, elle revient se réfugier dans la chaumière (Fripounet n°24 du 29 juin 1947). Quand elle pond des œufs, Sylvette en fait des omelettes ;
- Raton : Sylvain est tombé dans un piège tendu par le loup et le renard. Il se retrouve ligoté à un pieu dans la caverne des compères. Alors que Sylvain commence à perdre espoir, un rat surgit d'un trou et vient ronger la corde qui retient notre héros. Après quelques péripéties pour sortir du repaire, Sylvain et le rat retournent à la chaumière. Le rongeur est immédiatement adopté sous le nom de Raton (Fripounet  n°42 du 2 novembre 1947). Le rat blanc querelleur, auteur de multiples bêtises dans les albums de Claude Dubois ;
- Moustachu, le chat roux  : d'abord chat sauvage, il dévore un plat de poissons posé sur la table dans la chaumière. Il échappe à Sylvain qui veut lui donner une correction. Quelques jours plus tard, Sylvain retrouve le chat, une patte prise dans un piège. Il le ramène à la chaumière pour le soigner. Le chat n'est pas très bien accueilli par les autres animaux à cause du vol de poissons. Il est tout de même adopté sous le nom de Moustachu (Fripounet n°25 du 20 juin 1948).
- Mignonnet  : Cui-cui sauve un agneau des griffes d'un aigle grâce à la complicité d'un essaim de frelons. Nos héros recueillent l'agneau, le nomment Mignonnet et Sylvette lui attache un ruban bleu à son cou (album Fleurette n°3 Là-haut sur la montagne et n°4 La revanche de l'ours Martin).
- Panpan, le lapin : pour échapper à un chien, un lapin gratte à la porte de la chaumière. Sylvain le sauve en lui ouvrant et le présente aux autres animaux sous le nom de Pan-Pan. De retour à la chaumière, Sylvette est enchantée de faire sa connaissance (album Fleurette n°22 Sylvain s'attaque aux gros poissons). Sylvain  présente leur nouveau pensionnaire à son ami Jean-Claude  (album Fleurette n°25 A la poursuite de l'auto verte)

Créés par Jean-Louis Pesch
- Coin-Coin, le canard : il déjoue un stratagème de compère Renard alors que Sylvain revient de la ville avec sa charrette remplie de provisions (album Fleurette nouvelle série  n°7 Renard en savait trop). Il peut se montrer étourdi de temps en temps ;
- Cloé, la tortue qui zozote : « Z'est vrai, za ! » Elle se dispute souvent avec Raton ;
- Sidonie, l'oie ;
- Alfred, le chien ;
- Olga, la corneille, qui veille sur la chaumière (pendant opposé de Croa, le corbeau allié des Compères).

### Les Compères
Les Compères sont quatre animaux sauvages. Bêtes et méchants dans les premières séries de Maurice Cuvillier, ils montrent dans les séries de Claude Dubois et Jean-Louis Pesch plus d'ingéniosité. Ils habitent dans une caverne dans la même forêt que Sylvain et Sylvette, un antre meublé de quatre lits, une table et des tabourets. Ils n'ont qu'une idée en tête : capturer les animaux de Sylvain et Sylvette pour les manger ou pour rançonner les provisions se trouvant dans le cellier de la chaumière.
- Le renard est le premier compère à croiser la route de deux enfants, récemment perdus dans la forêt. Sylvain avait construit une cabane. Mais profitant de l'absence des propriétaires, le renard l'occupa. Il en fut rapidement chassé mais décida de se venger[13]. il est le « cerveau » de la bande, toujours à la recherche de nouvelles idées pour voler de la nourriture ou des animaux à Sylvain et Sylvette. Ses paroles favorites : « J'ai une idée ! », « Mes compères, écoutez-moi ! »
- Le loup rencontra Sylvain et Sylvette lorsque ceux-ci se promenaient à dos de biche. Pour les piéger, il creusa un trou mais c'est le renard qui y tomba. C'est alors que les deux animaux s'allièrent[16]. Assez lucide et méfiant vis-à-vis des idées de Renard, il n'hésite pas avec l'ours à lui administrer une correction à la fin des épisodes lorsque l'idée de Renard s'est révélée particulièrement calamiteuse ; quand le renard propose une nouvelle idée, son mot favori est : « Encore ! »
- Le sanglier : de leur chaumière, Sylvain et Sylvette aperçoivent un chasseur et essaient de le rattraper dans l'espoir de retrouver le chemin de la maison de leurs parents. Dans la forêt, ils sont surpris par un sanglier furieux qui s'en prend à Sylvain. Sylvette sauve son frère d'un vigoureux coup de hache sur le crâne du sanglier. Loup et Renard trouvent le sanglier blessé et le ramènent dans leur caverne pour le soigner[17]. Particulièrement friand de pommes de terre et de glands, il est végétarien, n’est pas « humanisé » comme les trois autres car il reste quadrupède. Mais tout en participant activement aux mésaventures de ses compères, il s'en amuse dans les albums de Jean-Louis Pesch et son naturel moqueur l'amène souvent à des commentaires ironiques sur leurs bêtises et à des crises d'hilarité répétées. Ses paroles favorites : « Ce renard, il me fera toujours rire » ou « Je crois que je vais encore bien rigoler aujourd'hui »
- L'ours : Sylvain et Sylvette échappent à un ours alors qu'ils cherchent un refuge dans la montagne. L'ours rencontre le renard et le loup et ils décident de s'associer pour rechercher "les deux garnements et leurs animaux" (album Fleurette n°2 En route vers l'inconnu  et n°5 Les ruses de Sylvain). Il est prénommé Martin (album Fleurette n°3 Là-haut sur la montagne et n°4 La revanche de l'ours Martin). Balourd et maladroit, il n'a pas son pareil pour casser les tabourets en s'asseyant dessus et se cogner sur le montant de la porte de la caverne. Les échecs des compères sont souvent imputables à ses gaffes. Ses paroles favorites : « C'est vrai, ça ! », « Je n'y aurais pas pensé », « Grompf ! »

### Les personnages secondaires
Créés par Maurice Cuvillier
- L'ami Jean-Claude, de l'âge de Sylvain et Sylvette, et son papa, directeur d'usine. Jean-Claude est présent dans les premiers albums de Maurice Cuvillier et réapparaît épisodiquement pour partager les aventures de Sylvain et Sylvette, avec ou sans son papa.
- Le châtelain de Castel-Bobêche
- Lapins, oiseaux et autres animaux de la forêt qui commentent l'action de façon récurrente au fil des aventures
- Bichette rencontra Sylvain et Sylvette dès le deuxième jour de leur égarement dans la forêt mais prit aussitôt la fuite. Cependant, blessée, la biche fut soignée par Sylvette et devint l'amie des enfants, les amenant même dans son domaine[16]. À son grand regret, la jeune fille n'arriva pas à la garder dans la chaumière[18].

Créés par Jean-Louis Pesch
- Isidore Tartalo ou M. Tartalo : ami de Sylvain et Sylvette, un aéronaute âgé au profil de vieux savant, apparu pour la première fois dans l'album Fleurette n° 41 : Atterrissage au Far-West.
- Bastien : cousin du compère Ours, il apparaît  pour la première fois dans l'album 6 (Séribis) puis dans l’album no 38 (Séribis), où il quitte le cirque pour s’installer avec sa famille dans une caverne dans la montagne
- Léocadie : compagne de Bastien et maman de Basile, elle est assez naïve et voit les compères, surtout Renard, d'un mauvais œil
- Basile : neveu de compère ours c'est un ourson espiègle et attachant, fils de Léocadie et de Bastien.
- Hurluberlu : le hibou dormeur, régulièrement dérangé la nuit par les manigances des compères, allié de Sylvain et Sylvette
- Un petit écureuil dans un arbre, témoin régulier des vols planés de Renard après un coup de cornes de Barbichette ou autre péripétie, qui assure en vain à sa mère qu'il a "vu un renard voler" mais dont les observations restent incomprises de tous
- Tiffany : une chienne basset artésien
- Gontran et Sidonie : deux oies sauvages
- Croa : corbeau bègue, les compères le rencontrent pour la première fois dans l'épisode La fatalité, album 17, 2ème partie (Séribis).  Allié et espion des Compères à qui il vient rendre compte de ce qu'il observe ; comme il bégaie, il ne parvient jamais à terminer ses comptes-rendus laborieux aux Compères, car ceux-ci anticipent ce qu'il rapporte et partent à l'attaque avant qu'il ait fini de parler pour ne pas perdre de temps.

Créés par Claude Dubois
- Monsieur Grégoire : photographe animalier, apparu pour la première fois dans l'album Fleurette no 53 : La peau de l'ours. Avec son avion, il emmène nos héros dans une île déserte du Pacifique, dans les albums Fleurette n°62  L'Île aux surprises, n°63 Perdus dans le labyrinthe, n° 64 Le Gorille bleu. Deux épisodes publiés dans le journal Fripounet restent inédits : L'automobile de Monsieur Grégoire  et Une idée merveilleuse.
- Panachon : petit écureuil roux vivant dans un arbre, ami de Sylvain.
- Zouzou : c'est un autre neveu de compère ours qui apparaît dans l'album Fleurette deuxième série n°85 Un si mignon petit ourson.

## Publication dans les périodiques Cœurs Vaillants et Fripounet et Marisette
Le premier dessin de Sylvain et Sylvette est publié dans un article du journal n° 8 du 17 août 1941 Edition rurale de  Cœurs Vaillants-Âmes Vaillantes, (la mention "supplément bimensuel" devient "Edition rurale" en mars 1942) : il annonçait "un grand récit en images" créé par le dessinateur de Perlin-Pinpin, Maurice Cuvillier. Une autre annonce parait dans Âmes vaillantes. La première planche est publiée le 31 août 1941 dans le n° 9  du journal Edition rurale de Cœurs Vaillants - Âmes Vaillantes. Pendant tout la durée de la deuxième guerre mondiale,  la quatrième de couverture est composée des aventures de "Sylvain et Sylvette". La publication s'arrête en juillet 1944 au moment de la libération.
En 1945, Cœurs vaillants se retrouve provisoirement interdit de publication dans l'attente du résultat de l'enquête diligentée pour vérifier s'il y a eu ou non « fait de collaboration ».

Bandeau en-tête du journal Fripounet et Marisette du 17 mars 1946.

Le groupe Fleurus, éditeur de Cœurs vaillants créée alors un nouveau périodique, Fripounet et Marisette et s'associe avec le journal Voix de l'Ouest pour l'imprimer en bichromie de novembre 1945 à juin 1946. Ce nouveau périodique est principalement destiné à la jeunesse rurale et valorisant les campagnes et la vie en milieu rural. Sylvain et Sylvette, série rurale s'il en est, y trouve ainsi tout naturellement sa place avec son créateur Maurice Cuvillier. 

Bandeau en-tête du journal Fripounet et Marisette juillet 1946

À partir du 1er juillet 1946, Cœurs vaillants publie de nouveau. Fripounet et Marisette change alors de format et est désormais en couleur. Sylvain et Sylvette, série vedette du périodique, générant des ventes en albums importantes, se devaient d'être présents dans le journal chaque semaine. 

Bandeau en-tête de la planche de Sylvain et Sylvette dans le journal Fripounet et Marisette en 1962.

Après le décès de Maurice Cuvillier, ce sont des épisodes dessinés par Jean-Louis Pesch qui sont publiés. Les éditions Fleurus engagent  un second auteur, Claude Dubois, qui reprend, d'abord en alternance puis seul les aventures de Sylvain et Sylvette, à partir de 1962 jusqu'à son licenciement en 1986,,.

## Publication en albums
Il existe plusieurs séries d'albums de Sylvain et Sylvette.

### Les Aventures de Sylvain et Sylvette (Albums Fleurette 1953-1967)

En tête et pied de page des albums du n°1 au n°78

Cette première série des albums Sylvain et Sylvette, parue initialement aux Éditions Fleurus, est lancée par Maurice Cuvillier en 1941. Les dessins sont tour à tour l'œuvre de Maurice Cuvillier, Jean-Louis Pesch et Claude Dubois.

En tête et pied de page des albums du n°79 au n°84

À l'époque de Maurice Cuvillier, la ménagerie de Sylvain et Sylvette ne comptait que l'âne Gris-Gris, l'oiseau Cui-Cui, le chat Moustachu, le lapin Panpan, la chèvre Barbichette, l'agneau Mignonnet, le rat Raton et la poule Poulette. Quant aux Compères, ennemis de Sylvain et Sylvette, les trois « historiques » sont le Renard, le Loup et le Sanglier. La rencontre et l'union des trois compères avec l'Ours Martin ont lieu dans l'album no 5. À leurs débuts, les Compères, bien que développant déjà un aspect comique, sont véritablement dangereux et déterminés à éliminer Sylvain et Sylvette.

Maurice Cuvillier crée en entier vingt-huit des albums présentés ci-dessous, ses derniers étant les no 25 et 27, sortis en 1957, et les no 31 et 32, sortis en 1958. Claude Dubois apparaît en 1959 avec le no 37 et continue la série avec Jean-Louis Pesch à raison d’un album sur deux.
Albums en format à l'italienne, 20 planches, couverture souple.
1953
- Scénario, dessin et couleurs : Maurice Cuvillier

1. Les Méchancetés de compère renard
2. En route vers l'inconnu
3. Là-haut sur la montagne
4. La Revanche de l'ours Martin
5. Les Ruses de Sylvain
6. Une Région peu hospitalière
7. Tel est pris qui croyait prendre
8. Vers les pays de soleil

1954
1. Les Nouveaux Robinsons
2. Aux prises avec les bêtes sauvages
3. Alerte ! Alerte ! Alerte !
4. Colères et joies de l'éléphant Bouboule

1955
1. Un nouvel ami en danger
2. L'Union fait la force
3. Une traversée mouvementée
4. Quatre méchants compères
5. Une aventure qui finit mal
6. Une victoire chèrement acquise

1956
1. Les Bonnes Farces de nos amis
2. Le mystère de Castel – Bobèche
3. La Chaumière libérée
4. Sylvain s'attaque aux gros poissons
5. Heureusement que Cui – Cui était là !

1957
1. Raton est insupportable
2. À la poursuite de l'auto verte

- Scénario et dessin : Jean-Louis Pesch

1. Le Repas interrompu

- Couverture : Maurice Cuvillier, dessin : Maurice Cuvillier et Pierre Chéry

1. Panpan fait une fugue

Ces 27 premières histoires ont été rééditées entre 1997 et 2020 en fac-similé par les Éditions du Triomphe.
- Scénario et dessin : Jean-Louis Pesch

1. Cui-Cui et le cerf-volant

1958
- dessin : Michel Gellens

1. Une attaque manquée
2. Au secours de Mignonnet

- Scénario, dessin et couleurs : Maurice Cuvillier

1. Au royaume des biches

- Couverture : Michel Gellens, dessin : Maurice Cuvillier

1. Le Château reconquis

- Couverture : Jean-Louis Pesch, dessin : Maurice Cuvillier et Jean-Louis Pesch

1. Compère l'ours est bien puni !

- Couverture : Michel Gellens, dessin : Michel Gellens

1. Qui s'y frotte s'y pique

1959
- Scénario et dessin : Jean-Louis Pesch

1. Le Phono et le méchant loup
2. L'ours Martin et les abeilles

- Scénario et dessin : Claude Dubois

1. Il faut sauver Moustachu

- Scénario et dessin : Jean-Louis Pesch

1. Le Pont improvisé

- Scénario et dessin : Claude Dubois

1. La Grande Peur du méchant loup

1960
- Couverture : Jean Dupin, dessin : Jean Dupin

1. La Course automobile

- Couverture : Jean-Louis Pesch, dessin : Jean-Louis Pesch

1. Atterrissage au Far-West
2. La Pépite du vieux Jim
3. On tourne un film au camp indien
4. « En avant, arche ! »
5. Tout le monde descend
6. La Corrida improvisée

1961
1. Un beau matin, la baleine
2. Chez les Lapons
3. Bonjour petit phoque
4. La Chevauchée de Castel Bobêche

- Scénario et dessin : Claude Dubois

1. Le Joyeux rodéo
2. Le Totem de compère le loup

1962
1. La Peau de l'ours

- Scénario et dessin : Jean Dupin

1. La Bonne Odeur de pain frais

- Couverture : Michel Gellens, dessin : Michel Gellens

1. La Bonne Soupe

- Scénario et dessin : Jean-Louis Pesch

1. En route pour le Mexique
2. Caramba ! Un puma !

- attribué à Chica (Marcel Chikhanovitch)

1. Comme des poissons dans l'eau

1963
- Couverture : Claude Dubois, dessin : Jean-Louis Pesch

1. Compère l'ours s'en balance

- Couverture et dessin : Claude Dubois

1. À l'eau ! À l'eau ! Maître renard
2. Escapade sur la corniche
3. L'Île aux surprises
4. Perdus dans le labyrinthe
5. Le Gorille bleu

- Scénario et dessin : inconnu(e)

1. Un cirque étonnant !

- Scénario et dessin : Jean-Louis Pesch

1. Larguez les amarres !!!

- Scénario et dessin : Claude Dubois

1. Bouldegom attaque

- Scénario et dessin : Jean-Louis Pesch

1. Qu'est-il arrivé à compère l'ours ?

- Scénario et dessin : Claude Dubois

1. De mystérieux ennemis

- Scénario et dessin : Jean-Louis Pesch

1. Le Train des bons enfants

1965
- Scénario et dessin : Claude Dubois

1. Mignonnet sera-t-il mangé ?

- Scénario et dessin : Jean-Louis Pesch

1. L'Attaque de la chaumière
2. Une héroïque résistance

- Scénario et dessin : Claude Dubois

1. Une idée du sanglier

- Scénario et dessin : Jean-Louis Pesch

1. Sauvés des eaux

- Scénario et dessin : Claude Dubois

1. La Charge du taureau

1966
- Scénario et dessin : Jean-Louis Pesch

1. L'Ours chez les campeurs
2. La Hotte mystérieuse

- Scénario et dessin : Claude Dubois

1. L'Ours joue au fantôme

- Scénario et dessin : Jean-Louis Pesch

1. La Chaumière imprenable

- Scénario et dessin : Claude Dubois

1. Raton aime trop les confitures

1967
- Couverture : Claude Dubois, dessin : Jean-Louis Pesch

1. Le Secret de la cabane
2. Une fausse piste
3. L'Ours n'a pas le pied marin

### Les Nouvelles Aventures de Sylvain et Sylvette (1957-1965)
Albums en format à la française, 62 à 64 planches, couverture cartonnée
- Scénario et dessin : Pierre Chéry, 1957

1. Le Cirque en danger

- Scénario et dessin : Maurice Cuvillier (p.1 à 22) et Jean-Louis Pesch (p.23 à 64)

1. On a volé l'éléphant blanc, 1958

- Scénario et dessin : Pierre Chéry

1. Et tant pis pour monsieur Arthur !, 1958

- Scénario et dessin : Claude Dubois

1. Colibri... pleins gaz !, 1959

- Scénario et dessin : Jean Dupin

1. La Ferme endiablée, 1960

- Scénario et dessin : Pierre Chéry

1. Le Locataire de l'arbre creux, 1961

- Scénario et dessin : Jean-Louis Pesch

1. Moustachu et le Pharaon, 1962
2. Le Banquet de M. Bedondaine, 1963
3. Le Trésor du Moulin Noir, 1964
4. Une mystérieuse invention, 1965

### Les Aventures de Sylvain et Sylvette (Super Fleurette 1968-1969)

En tête et pied de page du tome 1 Super Fleurette

Les albums Super Fleurette  reprennent en noir et blanc les premiers albums de Maurice Cuvillier. Chaque tome est un recueil de 5 histoires accompagnées de jeux et devinettes. (Format 210 × 145 mm)
Le tome 1 rassemble les albums Fleurette du  no 1 Les Méchancetés de compère renard  au no 5 Les Ruses de Sylvain
Le tome 2  rassemble les albums Fleurette du  no 6 Une Région peu hospitalière au no 10 Aux prises avec les bêtes sauvages

### Les Aventures de Sylvain et Sylvette (Albums Fleurette nouvelle série 1967-1979)

En tête et pied de page des albums du no 1 au no 59

En tête et pied de page des albums du no 60 au no 97

Albums en format à l'italienne, couverture souple.
Du no 1 au no 59, les albums comportent une pastille étoilée "albums fleurette nouvelle série" en couverture. Ils sont composés de 20 planches sauf les no 21,22,25 et 27 qui ont 18 planches et 2 pages de promotion pour les albums-jeux Fleurus.
Les rééditions des  albums  du no 47 au no 50 et du no 52 au no 59  sont composées de 16 planches et n'ont pas la pastille étoilée en couverture.
À partir du no 60, il n'y a plus de pastille étoilée "albums fleurette nouvelle série" sur la couverture des albums.
Les no 60 et 61  sont composés de 20 planches
Du no 62 au no 97, les albums sont composés de 16 planches.
La collection publie en alternance les histoires de Jean-Louis Pesch et celles de Claude Dubois. À partir du no 72, seules les histoires de Claude Dubois, parues précédemment dans Fripounet, sont publiées dans cette collection, les histoires de Jean-Louis Pesch étant publiées directement dans la collection Séribis.
- Scénario et dessin : Jean-Louis Pesch

1. Le Défi des compères
2. Barbichette sauve la chaumière

- Scénario et dessin : Claude Dubois

1. S.O.S. Sylvain !

- Scénario et dessin : Jean-Louis Pesch

1. Cui-Cui fait le guet
2. Les Compères ne verront pas les étoiles
3. Les Compères font du cirque
4. Renard en savait trop
5. Le Plus Bel Arbre de Noël
6. Raton cosmonaute

- Scénario et dessin : Claude Dubois

1. Attention à la peinture

- Scénario et dessin : Jean-Louis Pesch

1. Les Compères ont le mal de l'air
2. Sortira, sortira pas ?
3. Renard est malchanceux

- Scénario et dessin : Claude Dubois

1. Une mystérieuse formule

- Scénario et dessin : Jean-Louis Pesch

1. La Fièvre monte
2. Ours prend trop de risques
3. Un dangereux face à face
4. La Boîte à musique
5. Chez le père Beausabot

- Scénario et dessin : Claude Dubois

1. L'Ours des forêts lointaines

- Scénario et dessin : Jean-Louis Pesch

1. Les Prisonniers du Moulin Noir
2. Les Compères déménagent
3. Une dangereuse carrière

- Scénario et dessin : Claude Dubois

1. D’Étranges Empreintes

- Scénario et dessin : Jean-Louis Pesch

1. Le Dragon de la forêt

- Scénario et dessin : Claude Dubois

1. Renard et la clé

- Scénario et dessin : Jean-Louis Pesch

1. Le Monstre de la rivière
2. Le Lance-pierres

- Scénario et dessin : Claude Dubois

1. Le Prestidigitateur

- Scénario et dessin : Jean-Louis Pesch

1. Renard héros de l'espace
2. Renard est un voleur
3. Le Banquet des compères
4. La ferme abandonnée
5. Le Boomerang

- Scénario et dessin : Claude Dubois

1. Sur la piste de Kid Grozours

- Scénario : Henriette Robitaillie, dessin : Jean-Louis Pesch

1. La Chasse au canard
2. Les Compères attaquent
3. La Malle à malices

- Scénario et dessin : Claude Dubois

1. Au feu ! Au feu !
2. Ce brave Casimir

- Scénario : Henriette Robitaillie, dessin : Jean-Louis Pesch

1. Une terrible épidémie
2. Le Jeune Captif

- Scénario et dessin : Claude Dubois

1. La Poule aux œufs d'or

- Scénario : Henriette Robitaillie, dessin : Jean-Louis Pesch

1. Fromages à emporter
2. La Statue du commandeur

- Scénario et dessin : Claude Dubois

1. Attention ! Pièges !

- Scénario et dessin : Jean-Louis Pesch

1. Les Compères ont un mal de chien
2. L'Arbre qui parle...
3. Premier de cordée
4. Compère Ours est mal-en-point

- Scénario et dessin : Claude Dubois

1. Compère Cyrano

- Scénario et dessin : Jean-Louis Pesch

1. Pauvre compère Renard

- Scénario et dessin : Claude Dubois

1. Le Grand Boum

- Scénario et dessin : Jean-Louis Pesch

1. La Grande Peur des compères

- Scénario et dessin : Claude Dubois

1. Un drôle d'oiseau

- Scénario et dessin : Jean-Louis Pesch

1. Les Compères chassent le tigre
2. Un nouveau petit chaperon rouge

- Scénario et dessin : Claude Dubois

1. Les As du lasso

- Scénario et dessin : Jean-Louis Pesch

1. Renard fait bande à part
2. L'Attaque de la chaumière
(Réédition du no 72 de Fleurette première série, 20 pages)
3. Une héroïque résistance
(Réédition du no 73 de Fleurette première série, 20 pages)
4. L'Ours chez les campeurs
(Réédition du no 77 de Fleurette première série, 16 pages)

- Scénario et dessin : Claude Dubois

1. Mignonnet est très demandé
(Réédition du no 71 de Fleurette première série, 16 pages)
2. La Grande Idée du sanglier
(Réédition du no 74 de Fleurette première série, 16 pages)
3. Le Taureau mélomane
(Réédition du no 76 de Fleurette première série, 16 pages)
4. Sylvain détective
5. La Poursuite

- Scénario et dessin : Jean-Louis Pesch

1. Le Train des bons enfants
(Réédition du no 70 de Fleurette première série, 16 pages)
2. Sauvé des eaux
(Réédition du no 75 de Fleurette première série, 16 pages)
3. La Hotte mystérieuse
(Réédition du no 78 de Fleurette première série, 16 pages)
4. Une fausse piste
(Réédition du no 83 de Fleurette première série, 16 pages)

- Scénario et dessin : Claude Dubois

1. Le Cheval sauvage
2. Au galop, Éclair-Blanc
3. Le Chef !
4. Fonce Alphonse !
5. Zouzou fait des siennes
6. Moustachu se distingue
7. Une faim de loup

- Scénario : Robert Génin, dessin : Claude Dubois

1. La Bicyclette
2. La Visite d'Hector
3. La pierre rouge

- Scénario et dessin : Claude Dubois

1. La poudre de rire

- Scénario : Robert Génin, dessin : Claude Dubois

1. La Machine à remonter le temps
2. L’Écran magique

- Scénario et dessin : Claude Dubois

1. Un si mignon petit ourson
2. La Pêche est bonne
3. L'escapade

- Scénario : Robert Génin, dessin : Claude Dubois

1. Un marché honnête
2. La Revanche des animaux

- Scénario et dessin : Claude Dubois

1. La Déprime
2. Le Chien mécanique

- Scénario : Robert Génin, dessin : Claude Dubois

1. Les Pièges
2. Les Piégeurs piégés
3. Une idée fumante

- Scénario et dessin : Claude Dubois

1. Fauve qui peut !
2. La Méprise
3. L'Inondation

### Les Aventures de Sylvain et Sylvette (Albums Fleurette troisième série 1980-1985)

En tête et pied de page des albums du no 1 au no 30.

Albums en format à l'italienne, 16 planches, couverture souple.
Cette série d'albums se distingue de la nouvelle série (1967-1979) par l'absence de la pastille étoilée en pied de page.
- Scénario et dessin : Claude Dubois

1980
1. Super Raton
2. Tiburce le dogue
3. Il était un berger
4. Sylvette se fâche

1981
1. Le Monstre
2. Augustin se rebiffe
3. L'Ours et l'agneau
4. Le Chemin perdu

1982
1. Balade pour un jambon
2. Mignonnet est très demandé 
(Réédition du no 63 de Fleurette nouvelle série)
3. La Grande Idée du sanglier 
(Réédition du no 64 de Fleurette nouvelle série)
4. Jojo-la-panique
5. Jojo et compagnie
6. Le Taureau mélomane 
(Réédition du no 65 de Fleurette nouvelle série)
7. Histoire à dormir debout
8. Sylvain détective 
(Réédition du no 66 de Fleurette nouvelle série)

1983
1. L'Ours prend l'air
2. Le Rocher magique

- Texte : Robert Génin, dessin : Claude Dubois

1. Bon anniversaire
2. Le Bonhomme de neige

1984
1. L'Ours a un plan
2. L'Accident
3. Le Vieux Moulin
4. Les Compères font de la photo

1985
1. Une bonne imitation
2. Le Voyage en ballon
3. La complainte de Renard
4. Menaces sur la forêt

1986
1. Les Otages
2. L'Ours fait la cuisine

### Episodes ayant différents titres
Quelques épisodes des aventures de Sylvain et Sylvette  publiés dans le journal Fripounet et Marisette ont changé de titre lorsqu'ils sont parus en album Fleurette.
- Mystère et Bouledegom  (hebdomadaire Fripounet et Marisette n°44-1963 au n°11-1964) devient Bouledegom attaque (album Fleurette série 1 n° 67)
- Du ressort, que diable ! (hebdomadaire F&M n°15-1964 au n°34-1964) devient De mystérieux ennemis (album Fleurette série 1 n° 69)
- Mignonnet est très demandé  (hebdomadaire F&M n°35-1964 au n°50-1964) devient Mignonnet sera-t-il mangé ? (album Fleurette série 1 n° 71). Cette aventure est reprise en 16 planches dans l'album Fleurette série 2 n° 63 et dans l'album Fleurette série 3 n° 10 sous le titre Mignonnet est très demandé .
- La grande idée du Sanglier  (hebdomadaire F&M n°52-1964 au n°18-1965) devient Une idée de Sanglier (album Fleurette série 1 n° 74). Cette aventure est reprise en 16 planches dans l'album Fleurette série 2 n° 64 et dans l'album Fleurette série 3 n° 11 sous le titre La grande idée du Sanglier.
- Le taureau mélomane  (hebdomadaire F&M n°22-1965 au n°41-1965) devient La charge du taureau (album Fleurette série 1 n° 76). Cette aventure est reprise en 16 planches dans l'album Fleurette série 2 n° 65 et dans l'album Fleurette série 3 n° 14 sous le titre Le taureau mélomane.
- Sylvain et Sylvette jouent aux fantômes (hebdomadaire F&M n°42-1965 au n°9-1966) devient L'Ours joue au fantôme (album Fleurette série 1 n° 79).
- Qu'est devenu Raton ?  (hebdomadaire F&M n°12-1966 au n°31-1966) devient Raton aime trop les confitures (album Fleurette série 1 n° 81)
- Voiture et peinture  (hebdomadaire F&M n°2-1967 au n°21-1967) devient  Attention à la peinture (album série 2 n° 10)
- Le glamouti et la tramouzine (hebdomadaire F&M n°26-1967 au n°45-1967) devient Une mystérieuse formule (album série 2 n° 14)
- De mystérieuses empreintes… (hebdomadaire F&M n°14-1968 au n°35-1968) devient D'étranges empreintes (album série 2 n° 24)
- La clé (hebdomadaire F&M n°36-1968 au n°3-1969) devient Renard et la clé (album série 2 n° 26)
- Kid Grozours  (hebdomadaire F&M n°24-1969 au n°43-1969) devient Sur la piste de KID GROZOURS (album série 2 n° 35)
- Au feu !  (hebdomadaire Fripounet n°44-1969 au n°11-1970) devient  Au feu ! Au feu ! (album série 2 n° 39). En 1969, au numéro 40, l'hebdomadaire s'appelle désormais Fripounet.
- Le hoquet du Loup  (hebdomadaire Fripounet n°32-1970 au n°39-1970) est un épisode en 8 planches. Attention ! Pièges !  (hebdomadaire Fripounet n°40-1970 au n°47-1970) est un épisode en 16 planches. Ces deux histoires forment un seul album Attention ! pièges ! (album série 2 n° 46) après suppression de certaines planches.
- Zouzou récidive  (hebdomadaire Fripounet n°15-1972 au n°26-1972) devient Zouzou fait des siennes (album série 2 n° 76)
- L'aérolithe  (hebdomadaire Fripounet n°10-1982 au n°17-1982) devient L'Ours prend l'air (album série 3 n° 17)

### Sylvain et Sylvette (Séribis  Fleurus - Lombard - Dargaud)
Les albums écrits par Jean-Louis Pesch seul sont initialement édités à partir de 1973 par Fleurus dans sa collection Seribis (en mélangeant nouveautés et rééditions d'histoires précédemment parues dans la Nouvelle série Fleurette) jusqu'au tome 32 en 1986, repris par Le Lombard, qui réédite les 32 premiers tomes, à partir du tome 33, en 1996, puis par Dargaud, qui réédite les 43 premiers tomes, à partir du tome 44 en 2001, forment une série qui totalise aujourd’hui plus de vingt millions de ventes.
En 2001, Jean-Louis Pesch introduit dans cette collection une série d’albums de gags en une page, scénarisés par Bélom, qui alterne avec les histoires complètes. À partir de 2003, Bérik réalise seul, ou avec Jean-Louis Pesch ou Bélom au scénario, quelques albums de la série. En 2019, un nouveau dessinateur apparaît en la personne d'Albaire. En 2022, Bérik  souhaite arrêter et Jean-Louis Pesch ne lui trouvant pas de successeur à son goût, il écrit et dessine La belle aventure, album dans lequel Sylvain et Sylvette retrouvent leur mère. Fin de l’histoire.
Albums de 48 pages, format à la française, brochés chez Fleurus puis cartonnés chez Lombard et Dargaud
- scénario et dessin : Jean-Louis Pesch

1. La Ferme abandonnée, 1973
(Réédition du no 33 de Fleurette nouvelle série)
+ Le Boomerang

- Texte : Henriette Robitaillie dessin : Jean-Louis Pesch

1. La Chasse au canard, 1973
(Réédition du no 36 de Fleurette nouvelle série)
+ Les Compères attaquent
(Réédition du no 37 de Fleurette nouvelle série)

- scénario et dessin : Jean-Louis Pesch

1. Le Lance-pierres, 1973
(Réédition du no 28 de Fleurette nouvelle série)
+ Renard héros de l'espace
(Réédition du no 30 de Fleurette nouvelle série)
2. Le Banquet des compères, 1973 
(Réédition du no 32 de Fleurette nouvelle série)
 + Renard est un voleur
(Réédition du no 31 de Fleurette nouvelle série)
3. La Partie de luge + le Vol du traîneau, 1973
4. La Chaumière en péril + Le Cousin Bastien, 1974
5. Le Voleur envolé, 1974
6. Drôle de corrida + Loup et Renard font équipe, 1974
7. Du poisson au menu, 1974
8. La Lettre des compères + Cloé a disparu, 1974
9. La Clef perdue, 1974
10. Le Bonhomme de neige, 1975
11. Le Mot de passe + Hurluberlu le hibou, 1975
12. La Grande Épreuve, 1975
13. La Forêt en danger, 1975
14. En avant la musique, 1975
15. Sauve qui peut + La Fatalité, 1976
16. Le Défi des compères, 1976
17. L'Escapade de Cloé + Cloé récidive, 1977
18. Le Mystère de Castelbobêche, 1977
19. Le Sauvetage de Sidonie, 1978
20. L'Embuscade + Le Pacte de Cloé, 1978
21. Le Génie de la forêt + Olga la rescapée, 1980
22. Des pas dans la neige, 1981

- Texte : Henriette Robitaillie dessin : Jean-Louis Pesch

1. La Malle à malices, 1982
(Réédition du no 38 de Fleurette nouvelle série)
+ "Une terrible épidémie"
(Réédition du no 41 de Fleurette nouvelle série)
2. Fromages à emporter, 1982
(Réédition du no 44 de Fleurette nouvelle série)
+ "Le jeune captif"
(Réédition du no 42 de Fleurette nouvelle série)

- scénario et dessin : Jean-Louis Pesch

1. L'Arbre qui parle, 1983
(Réédition du no 48 de Fleurette nouvelle série)
 + Les Compères ont un mal de chien
(Réédition du no 47 de Fleurette nouvelle série)
2. Premier de cordée, 1983
(Réédition du no 49 de Fleurette nouvelle série)
3. Un nouveau petit Chaperon Rouge, 1983
(Réédition du no 57 de Fleurette nouvelle série)
4. Renard fait bande à part, 1983
(Réédition du no 59 de Fleurette nouvelle série)
5. Pauvre compère Renard, 1983
(Réédition du no 52 de Fleurette nouvelle série)
6. La Nouvelle Sidonie, 1986
7. Le Dragon volant, 1990
8. Le Bonjour d'Alfred, 1991
9. Une lettre pour Nestor Bedondaine, 1992
10. La Mystérieuse Invention, 1993
11. La Grotte de Patatrac, 1994
12. En piste, les compères!, 1995
13. Vas-y, Basile!, 1996
14. La Vengeance de Barbichette, 1997
15. La Machine infernale, 1998
16. Magie dans la forêt, 2000

- scénario : Bélom, dessin : Jean-Louis Pesch

1. Le Plein de gags, 2001

- scénario et dessin : Jean-Louis Pesch et Bérik

1. Silence, on tourne !, 2001

- scénario : Bélom, dessin : Jean-Louis Pesch

1. Cascade de gags, 2002

- scénario et dessin : Bérik

1. La Croisière des compères, 2003

- scénario : Bélom, dessin : Jean-Louis Pesch

1. Bouquet de gags !, 2003

- scénario : Jean-Louis Pesch, dessin : Bérik

1. Pluie d'étoiles, 2003

- scénario : Bélom, dessin : Jean-Louis Pesch

1. Guirlandes de gags !, 2004

- scénario et dessin : Bérik

1. Le Petit Gorille, 2005

- scénario et dessin : Jean-Louis Pesch

1. Le Trésor du pirate, 2006

- scénario : Bélom, dessin : Bérik

1. Tranches de gags !, 2007
2. La Ruée vers l'eau

- scénario : Bélom, dessin : Jean-Louis Pesch

1. Moissons de gags, 2008

- scénario et dessin : Bérik

1. Le Gardien de la chaumière, 2010

- scénario : Bélom, dessin : Bérik

1. La Mare aux gags, 2011

- scénario et dessin : Bérik

1. Remue-ménage, 2012

- scénario : Bélom et Bérik, dessin : Bérik

1. Brochettes de gags !, 2013

- scénario : Jean-Louis Pesch et Bérik, dessin : Bérik

1. Pic le hérisson, 2014

- scénario et dessin : Jean-Louis Pesch

1. On a retrouvé la faraude, 2014

- scénario et dessin : Bérik

1. Cap vers le futur, 2015

- scénario et dessin : Jean-Louis Pesch, couleurs : Jean-Louis Pesch, Arlette Pesch

1. Renard fait son cinéma, 2016

- scénario : Bélom, dessin : Jean-Louis Pesch, couleurs : Jean-Louis Pesch, Arlette Pesch

1. La leçon de chant, 2018

- scénario : Jean-Louis Pesch, dessin : Albaire, couleurs : Jean-Louis Pesch, Arlette Pesch

1. Les Compères ont disparu, 2019

- scénario : Bélom, dessin et couleurs : Albaire

1. Il faut sauver Castel-Bobèche, 2020

- scénario : Bélom, dessin et couleurs : Jean-Louis Pesch

1. Renard est malchanceux, 2021

- scénario, dessin et couleurs : Jean-Louis Pesch

1. La Belle Aventure, 2022

### Les Grands Albums de Sylvain et Sylvette  (Jean-Louis Pesch Scénario et Dessin)
Des épisodes de la Séribis réunis dans une collection d'intégrales, 134 à 136 planches par volume, publié chez Dargaud.
1. Bienvenue à la chaumière[29], 2011
2. Jeux du stade en forêt, 2012
3. Les Héros de l'espace, 2012
4. La Chaumière est bien gardée, 2013
5. Mésaventures de Renard, 2013
6. Les Bonnes Idées de Renard, 2013

### Album hors série (Scénario et dessin: Jean-Louis Pesch)
L'Album de Noël, 2002
Cet album réunit quatre histoires La partie de luge, Le bonhomme de neige, Ours bat un record, Des pas dans la neige, déjà paru dans la Séribis, sur le thème de l'hiver, des jeux dans la neige, publié chez Dargaud. Dans la troisième série des Albums Fleurette, l'album n°20 a aussi pour titre Le bonhomme de neige (de Genin R. et Dubois C.) avec une histoire différente.

### Le Grenier de Sylvain et Sylvette
Publiés par les Éditions du Triomphe, cette série reprend les planches publiées en 1946 dans Fripounet et Marisette, ces histoires de jeunesse étaient demeurées inédites en albums.
1. Allons cueillir des champignons
2. Le Domaine des biches
3. Au secours, Barbichette !
4. Attention au feu !
5. La Course aux embûches
6. Loup, y es-tu ?
7. Cui-Cui a disparu
8. La Revanche des oiseaux
9. Le Sanglier entre en scène
10. Adoptons Gris-Gris
11. Tout tourne mal
12. Il faut sauver Sylvain

### Réédition des albums Fleurette créés par Maurice Cuvillier
Publiés par les Éditions du Triomphe, les 27 premières histoires sont réédités à l’identique avec un album inédit Sur l'île sauvage. Les planches ont paru dans les Fripounet nos 11 à 21 de 1952 et auraient dû s’insérer entre les albums Fleurette no 12 Colères et joies de l'éléphant Bouboule et no 13 Un nouvel ami en danger

### Réédition de la série Les Nouvelles Aventures de Sylvain et Sylvette
Publiés par les Éditions du Triomphe, les 5 premiers tomes sont réédités à l’identique dans l'ordre de la série originale.

### Histoires inédites de Claude Dubois
Claude Dubois crée les éditions Bonnet bleu, dans le but de réunir en albums des épisodes de « Sylvain et Sylvette » demeurés inédits. En 2006, il publie  les dessins préparatoires de deux albums : Le Cross et  Compère la terreur.
En 2010, il propose deux albums  d'aventures inédites 1/2 et 2/2,  Éditions Bonnet Bleu. Il s'agit d'histoires parues dans Fripounet, mais non publiées en album
1. L'Automobile de Monsieur Grégoire (1/2) (Fripounet et Marisette du n°45 au n° 52, 1961)
2. L'Ours fait l'âne (1/2) (Fripounet, du n°38 au n° 39, 1977)
3. La Lettre (1/2) (Fripounet, du n°33 au n° 37, 1981)
4. Barbichette attaque (1/2) (Fripounet, du n°34 au n° 37, 1982)
5. Pêcheurs sachant pêcher (1/2) (Fripounet, du n°34 au n° 37, 1982)
6. Guitare et fausses notes (1/2) (Fripounet, du n°46,1985 au n° 01, 1986)
7. Le Miroir déformant (2/2) (Fripounet n°7 à 14 en 1986)
8. L'Anniversaire de l'ours (2/2) (Fripounet n°16 à 23 en 1986)
9. Voyage souterrain (2/2) (Fripounet n°30 à 37 en 1986)

Claude Dubois réédite au format à l'italienne certains épisodes
Album 1 3 aventures ! comprend  le n°37 Il faut sauver Moustachu, n° 39 La Grande peur du méchant loup et n° 53 La Peau de l'ours de la première série des albums Fleurette
Album 2 Le cheval sauvage comprend le n°72 Le cheval sauvage et le n°73 Au galop, Eclair blanc de la nouvelle série des albums Fleurette
Album 3 "Kid Grozours" + L'ours et l'agneau  déjà paru sous le titre n°35 Sur la piste de Kid Grozours de la nouvelle série des albums Fleurette et L'ours et l'agneau de la troisième série des albums Fleurette

## Albums pour tout-petits
Destinée aux enfants à partir de 3 ans, cette série éditée par Le Lombard a été reprise par Jean-Louis Pesch et les Éditions P'tit Louis.

### Albums édités parLe Lombard
1. La Trève de Noël (1993)
2. Le Pique-nique des animaux (1993)
3. Le Naufrage de la Sirène (1993)
4. Le Cousin Bastien (1993)
5. La Rivière des castors (1994)
6. Renard héros de l'espace (1994)
7. Le Casque de fonte (1994)
8. Hurluberlu le hibou (1994)
9. La Malle perdue (1995)
10. Le Monstre marin (1995)
11. Les Compères déménagent (1995)
12. Prisonniers du moulin (1995)

### Albums édités par lesÉditions P'tit Louis
Cette série (rééditions remasterisées et nouveautés) voit le jour à l'occasion des 70 ans de Sylvain et Sylvette en mai 2011, avec huit titres publiés en mars 2011 :
1. Le Pique-nique des animaux, réédition, auteur Jean-Louis Pesch (2011)
2. Le Naufrage de la Sirène, réédition, auteur Jean-Louis Pesch (2011)
3. La Petite Fée et le dragon, nouveauté, dessin Jean-Louis Pesch, scénario Bélom (2011)
4. La Petite Mouette et le dauphin, nouveauté, dessin Jean-Louis Pesch, scénario Bélom (2011)
5. La Trève de Noël, réédition, auteur Jean-Louis Pesch (2011)
6. Un drôle de bonhomme de neige, nouveauté, auteur Jean-Louis Pesch (2011)
7. La Vengeance de Renard, nouveauté, auteur Jean-Louis Pesch (2011)
8. Bébert le petit mouton blanc, nouveauté, dessin Jean-Louis Pesch, scénario Bruno Bertin (2011)
9. Le Petit Cirque, nouveauté, dessin Jean-Louis Pesch, scénario Bélom (juin 2012)
10. Il faut sauver Mignonnet, nouveauté, auteur Jean-Louis Pesch (juin 2012)
11. La Rivière des castors, réédition, auteur Jean-Louis Pesch (octobre 2012)
12. Le Cousin Bastien, réédition, auteur Jean-Louis Pesch (octobre 2012)
13. Une partie de pêche mouvementée, nouveauté, auteur Jean-Louis Pesch (avril 2013)
14. Hurluberlu le hibou, réédition, auteur Jean-Louis Pesch (avril 2013)
15. Ah ! les bons fromages !, nouveauté, auteur Jean-Louis Pesch (2013)
16. La Malle perdue, nouveauté, auteur Jean-Louis Pesch (2013)
17. La Poursuite infernal, nouveauté, auteur Jean-Louis Pesch (2014)
18. Le Monstre marin, nouveauté, auteur Jean-Louis Pesch (2014)
19. Renard héros de l'espace, nouveauté, auteur Jean-Louis Pesch (octobre 2014)
20. Prisonniers du moulin, nouveauté, auteur Jean-Louis Pesch (octobre 2014)
21. Le Trésor de Carnac, nouveauté, auteur Jean-Louis Pesch (avril 2015)
22. Une fameuse surprise, nouveauté, auteur Jean-Louis Pesch (octobre 2015)
23. Le Fantôme de la forêt, nouveauté, auteur Jean-Louis Pesch (avril 2016)
24. Pièges à gogo, nouveauté, auteur Jean-Louis Pesch (mars 2017)
25. La Course en ballon, nouveauté, auteur Jean-Louis Pesch (mars 2019)
26. Le Korrigan de Brocéliande, nouveauté, auteur Jean-Louis Pesch (mai 2020)
27. Décrochages, nouveauté, auteur Jean-Louis Pesch (2021)

## Romans
En octobre 2015, Jean-Louis Pesch écrit, avec Joce-Lyne, les trois premiers romans de Sylvain et Sylvette. Ils sont publiés aux Éditions P'tit Louis.
1. La Forêt mystérieuse (10/2015)
2. Attaques et contre-attaques (10/2015)
3. Le Quatrième Compère (10/2015)
4. Périls en la chaumière (03/2017)
5. Le Pacte des compères (09/2018)

## Collection des Albums-Disques Sylvain et Sylvette

visuel des pochettes de disques des chansons.

Plusieurs disques ont été réalisés par Unidisc au cours des années 1960, en 45 tours et 33 tours.
 Les chansons de Sylvain et Sylvette :
1. 33T, illustration Claude Dubois
2. 45T, illustration Claude Dubois
3. 45T, illustration Claude Dubois

Les aventures de Sylvain et Sylvette :
Des histoires interprétées par les acteurs du Théâtre des Quinze, accompagnés de livrets illustrés.
1. le grand voyage, 33T, illustration Raoul Mouillard
2. Au pays des écureuils, 33T, illustration Raoul Mouillard
3. Pris au piège, 33T, illustration Raoul Mouillard
4. La maison des petits, 33T, illustration Raoul Mouillard
5. L’école, 33T, illustration Héno
6. Pan-Pan dans la forêt, 33T, illustration Héno

## Les films fixes

Générique des films fixes noir et blanc

Les films fixes sont des rouleaux de pellicule 35 mm comportant des images en positif. Les éditions Filmostat ont réalisés 13 séries de films des aventures de Sylvain et Sylvette, dessinés par M.Cuvillier. Chaque série comprend généralement 10 épisodes. La première version de ces films est en noir et blanc, suivie d'une deuxième version en couleur pour une partie. Ces films fixes reprennent les planches publiées en périodique pendant les années 40 puis les premiers Albums Fleurettes (1953-1967).
1. L'accueil de la forêt, 10 épisodes, N&B nos 6291 à 6300, couleur n°TEC 201 à TEC 210
2. La vie au fond des bois, 10 épisodes, N&B nos 6311 à 6320, couleur no TEC 211 à TEC 220
3. Une vie mouvementée, 10 épisodes, N&B nos 6321 à 6330, couleur nos TEC 221 à TEC 230
4. Nouveaux amis, nouveaux dangers, 10 épisodes, N&B nos 6421 à 6430, couleur no TEC 231 à TEC 240
5. Une lutte serrée, 10 épisodes, 10 épisodes, N&B nos 6431 à 6440,
6. Continuelles inquiétudes, 10 épisodes, N&B nos 6451 à 6460,
7. De l'hiver au printemps, 10 épisodes, N&B nos 64261 à 6470,
8. Dans la montagne, 10 épisodes, N&B nos 6471 à 6480,
9. Une association de malfaiteurs, 12 épisodes, N&B no 6481 à 6492,
10. L'île des cocotiers, 10 épisodes, couleur nos TEC 451 à TEC 460
11. Nouveaux robinsons, 4 épisodes, couleur nos TEC 461 à TEC 464
12. Face aux singes, 10 épisodes, couleur nos TEC 465 à TEC 474
13. Retour au pays, 10 épisodes, couleur nos TEC 475 à TEC 484

## Coloriages de Sylvain et Sylvette
À partir de 1955, les  Editions Fleurus publient 20 albums de coloriages,. Bien que la série se nomme Coloriages de Sylvain et Sylvette, 12 volumes sont consacrés à Sylvain et Sylvette, et les autres à Perlin et Pinpin.
1. La promenade de Sylvette (2 versions)

1. Le joyeux pique-nique (2 versions)

1. Sylvette couturière

1. Sylvain maçon (2 versions)

1. Le jardin de Sylvette

1. Le vilain Zig-Zag (2 versions)

1. Sylvain et Sylvette à travers les âges (2 versions)

1. Bravo Sylvain ! Bravo Sylvette !

1. Sylvain garagiste

1. Sylvain et Sylvette visitent les provinces françaises

1. Sylvette fait son marché

1. Le Noël de Sylvain et Sylvette

Il existe un album-jeux, réalisé par Claude Dubois, ayant pour titre Sylvain et Sylvette. Il comprend un jeu de l'oie, découpages et coloriages, labyrinthe, mots croisés.

## Produits dérivés
Sylvain et Sylvette sont présents dans différents ouvrages publiés par les éditions Fleurus : des coloriages, des décalcomanies, des livres-jeux et des découpages. Une série de 10 fèves, ainsi qu'une fève géante représentant Sylvain et Sylvette, ont été proposées à l'occasion de l'an 2000 et une autre série de 12 fèves est prévue pour janvier 2011. Un timbre anniversaire est sorti en 2007.

## L'Association des Amis de Sylvain et Sylvette

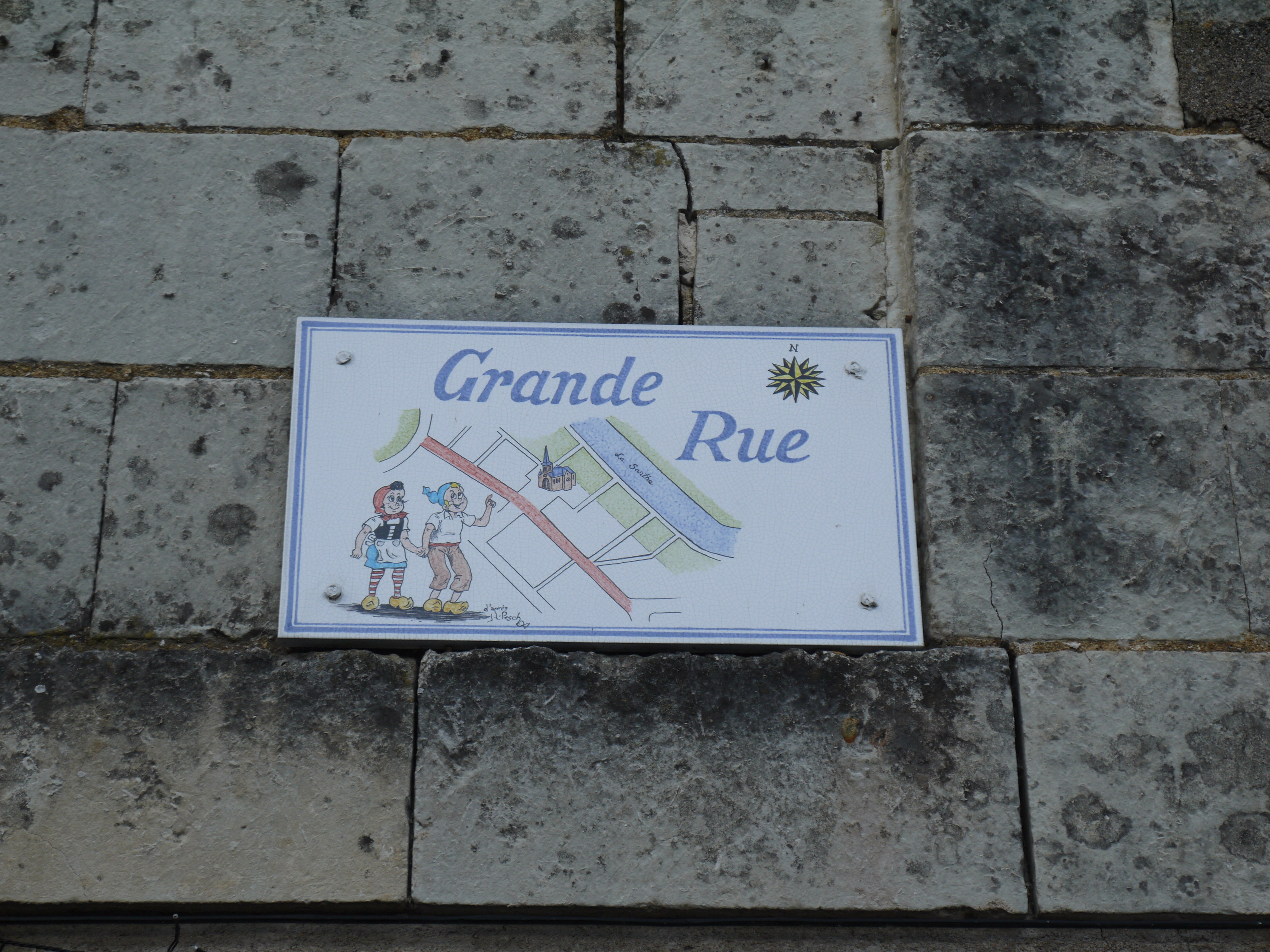
Plaque de rue illustrée à Juvardeil.

En 2004, Jean-Louis Pesch crée l’Association des Amis de Sylvain et Sylvette dont le but est de permettre aux nostalgiques de cette série de retrouver (d’acheter, de vendre ou d’échanger) des anciens albums très rares à trouver ainsi que des produits dérivés réalisés avec ses personnages.
Juvardeil est le village de Jean-Louis Pesch, où chaque panneau de rue est réalisé avec Sylvain et Sylvette et où une plaque à son nom a été apposée. Un musée et un parc ludique et pédagogique y sont en projet.
L'Association édite régulièrement une brochure de 16 pages, L’Écho de la Chaumière, dans laquelle Jean-Louis Pesch, en plus de donner bon nombre de renseignements sur la série et aussi sur le monde de la BD, rend hommage à Maurice Cuvillier ainsi qu’aux séries anciennes et à leurs auteurs disparus dont on parle peu.
C’est grâce à un adhérent de cette Association que fut retrouvée la tombe de Monsieur et Madame Cuvillier au cimetière d’Ivry-sur-Seine. L’Association a pu la restaurer et y apposer une plaque lui rendant hommage. Étant donné la notoriété des personnages, la mairie de Paris a offert le rachat de la concession à l’Association.

#### Livres
- Henri Filippini, « Sylvain et Sylvette », dans Dictionnaire de la bande dessinée, Paris, Bordas, 2005 (ISBN 978-2-04-729970-8), p. 607-608.
- Patrick Gaumer, « Sylvain et Sylvette », dans Guide totem : La BD, Larousse, 2002 (ISBN 9782035051301), p. 337-339.
- Patrick Gaumer, « Sylvain et Sylvette », dans Dictionnaire mondial de la BD, Paris, Larousse, 2010 (ISBN 9782035843319), p. 816-817.
- Philippe Mellot, Laurent Turpin, Isabelle Morzadec, Michel Denni, « Sylvain et Sylvette », dans Dictionnaire mondial de la BD, Paris, Les Arènes, 2022 (ISBN 9791037507280), p. 1218-1222.
- Noël Coret, 80e anniversaire. Hommage à Maurice Cuvillier : Sylvain et Sylvette De la joie pour l'éternité, Fécamp, Terre en vue, mai 2021, 45 p. (ISBN 978-2-491815-07-3).

#### Internet
- Henri Filippini, « « Sylvain et Sylvette : La Belle Aventure » : la boucle est bouclée ! », sur BDZoom.
- Henri Filippini, « Le nostalgique grenier de « Sylvain et Sylvette »… », sur BDZoom.
- Anne-Marie Mercier-Faivre, Les aventures de Sylvain et Sylvette de Cuvillier (1941-1956) : entre mythe et histoire, un art de la simplicité Strenæ, 22 | 2023, mis en ligne le 01 mai 2023